# Uitdrager
Een uitdrager is een handelaar in gebruikte artikelen, zoals kleding en huisraad. De winkel waarin deze handel plaatsvindt, wordt een uitdragerij genoemd. Van oudsher specialiseerden sommige uitdragers zich in de handel in een bepaald soort goederen. Zo hield een voddenman of lompenhandelaar zich specifiek bezig met het opkopen van gebruikt textiel (met name om dat door te verkopen aan de papierindustrie), en werd de term tagrijn vooral gebruikt voor handelaren in tweedehands zeilen en ander scheepstuig. Een pandjeshuis of lommerd is een soort microkredietvoorziening in deze branche, waarbij een artikel tegen een lening in bewaarde opslag wordt genomen en pas later terugverkocht, of doorverkocht aan een andere koper.
Een uitdrager houdt zich in principe bezig met zowel de inkoop als verkoop van gebruikte artikelen, in tegenstelling tot bijvoorbeeld de moderne kringloopcentra, die vaak voor een belangrijk deel gebruikmaken van artikelen waar mensen zonder betaling afstand van doen, en die dus anders bij het grofvuil zouden belanden.
De handel in tweedehands goederen is wereldwijd, ook in West-Europa, een normaal onderdeel van de economie en wordt versterkt door toenemende aandacht voor recycling uit milieu-overwegingen. Schaalvergroting leidde ook in deze bedrijfskolom tot internationalisering, globalisering en zelfs tot massaal hergebruik van artikelen bij wijze van ontwikkelingshulp door ngo's. Kleinschalige handel door lokale uitdragers is in Nederland en België, buiten de grote steden, grotendeels verdwenen. Hun functie is voor een groot deel overgenomen door de kringloopcentra en digitale handel op advertentie- en veilingwebsites als Marktplaats.nl en eBay, die mensen in staat stellen hun gebruikte goederen zonderen tussenkomst van een handelaar te verkopen. Andere relevante initiatieven zijn weggeefwinkels en lokale ruilnetwerken.

## Trivia
- De term uitdragerswinkel of uitdragerij wordt in de spreektaal wel gebruikt als synoniem voor een wanordelijke locatie.